# Храм Усіх скорботних радість (Новочеркаськ)
Храм на честь ікони Божої Матері «Усіх Скорботних Радість» — монастирська церква Старочеркаського Єфремівського монастиря, православний храм в місті Новочеркаську Ростовської й Новочеркаської єпархії  РПЦ. 
Адреса храму: Росія, Ростовська обл., м. Новочеркаськ, вул. Червоний спуск, 4.

## Історія
У 1870-х роках у Новочеркаську на Хрещенському узвозі настоятелька Старочеркаського Єфремівського монастиря ігуменя Інокентія (Петрова) влаштувала подвір'я Старочеркаського Єфремівського жіночого монастиря, в якому під час розливів Дону жили черниці монастиря. Пізніше у місті було вирішено побудувати каплицю на честь порятунку сім'ї імператора Олександра III в залізничній катастрофі на Хрещенському узвозі в Новочеркаську біля залізничного вокзалу. 
У 1889 році було отримано дозвіл на будівництво каплиці, проте парафіяни вирішили будувати храм. Архієпископ Макарій ухвалив рішення про будівництво в місті храму. Будівництво храму було освячено в 1891 році єпископом Аксайським Іоанном (Митропольським).
Проект храму виконав московський архітектор О. С. Камінський. У кінці 1892 року храм з іконостасом був побудований. 12 грудня 1893 року його освятив архієпископ Макарій (Миролюбов). 
Завдяки старанням ігумені Інокентії подвір'я зі Скорботним храмом поступово набувало вигляду монастиря. До кінця XIX сторіччя тут побудували корпус для ченців й послушниць, будинок настоятельки та інше. 
Церква була знесена у 1950-х роках. Тепер на її місці розташована двоповерхова будівля, зберігся будинок ігумені Інокентія з металевою огорожею.

## Настоятелі
- Олександр Власов (1892 — 2 лютого 1896)
- Григорій Грачов (2 лютого 1896 — ?)
- Захарія Лобов (28 березня 1921 — 5 жовтня 1923)

## Архітектура
Будинок являв собою квадратний п'ятиглавої кам'яний храм, збудований у російській стилі з вівтарем у вигляді п’ятигранної півкруги. По двох сторонах вівтаря розташовані ризниця і пономарка. Довжина церкви становила близько 14 метрів, з вівтарною частиною - близько 20 метрів. Іконостас був виконаний московською майстернею М. Г. Лебедєва, ікони написав художником С. К. Швирєв. Дзвони храму відливалися в Ростові-на-Дону на заводі С. Є. Василенко. Будівництво храму вів І. Г. Радомський. Біля храму по Хрещенському узвозу були споруджені у вигляді каплиці двоярусні Святі ворота.